# Pařížská kuchyně

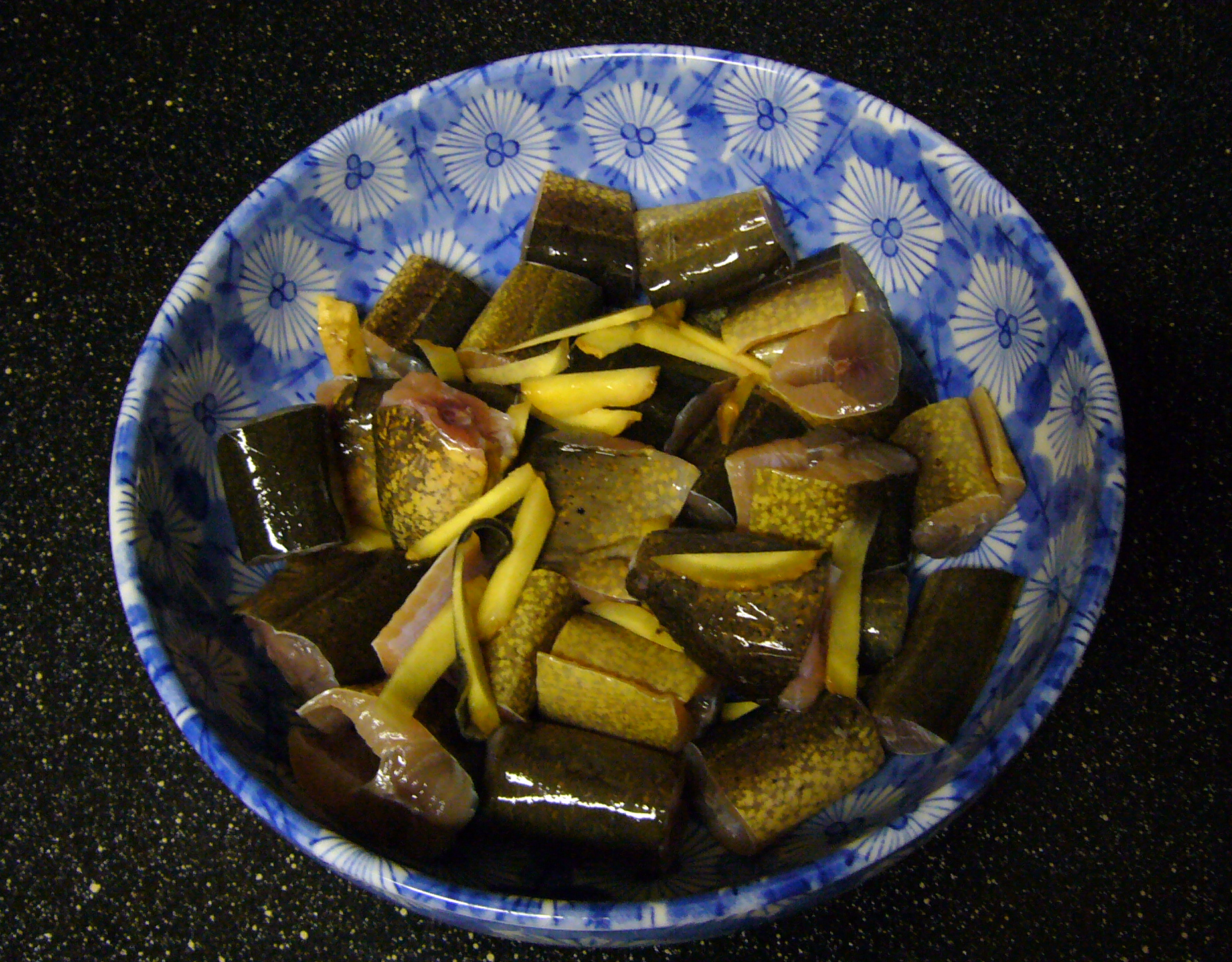
Matelote d'anguille

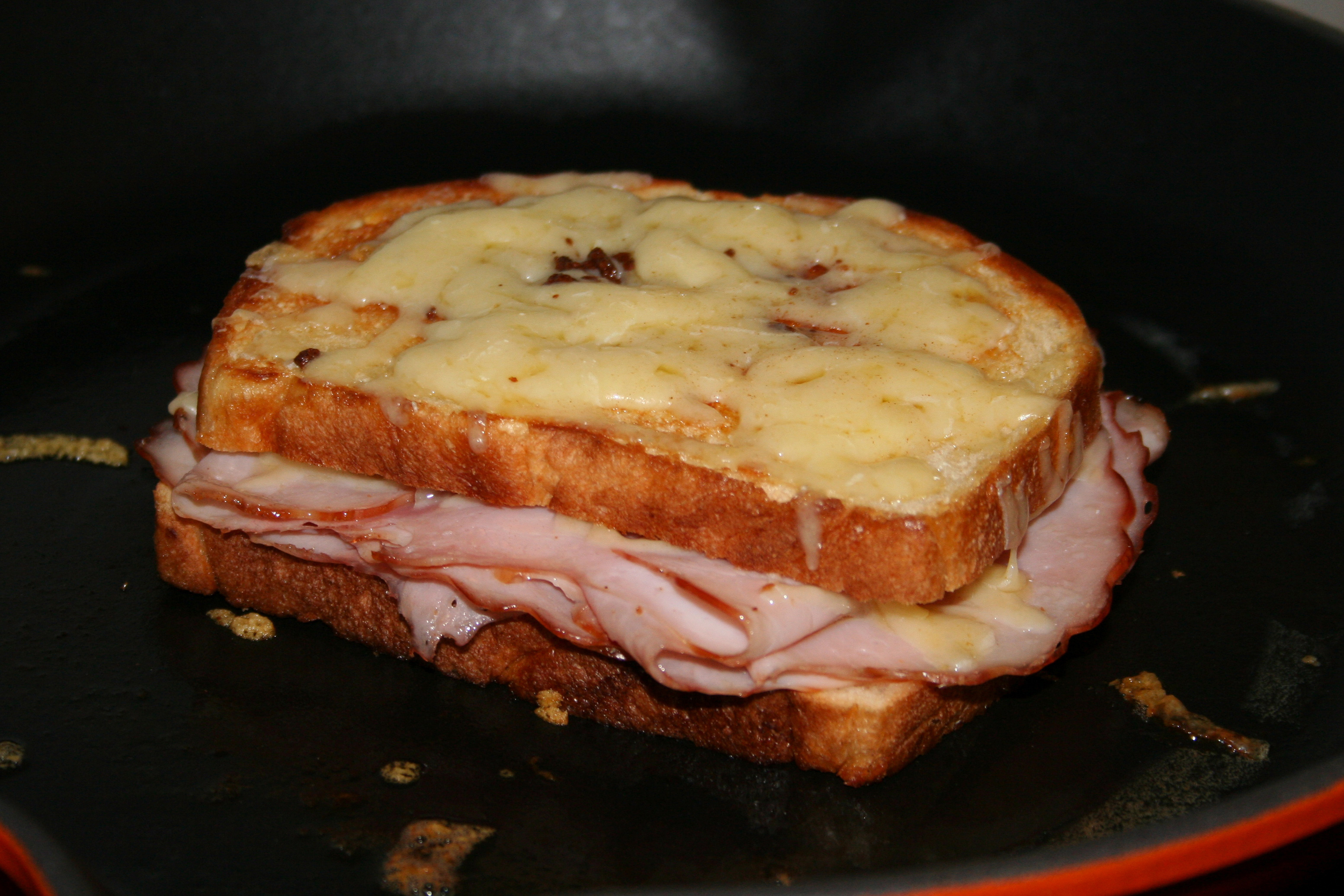
Croque monsieur

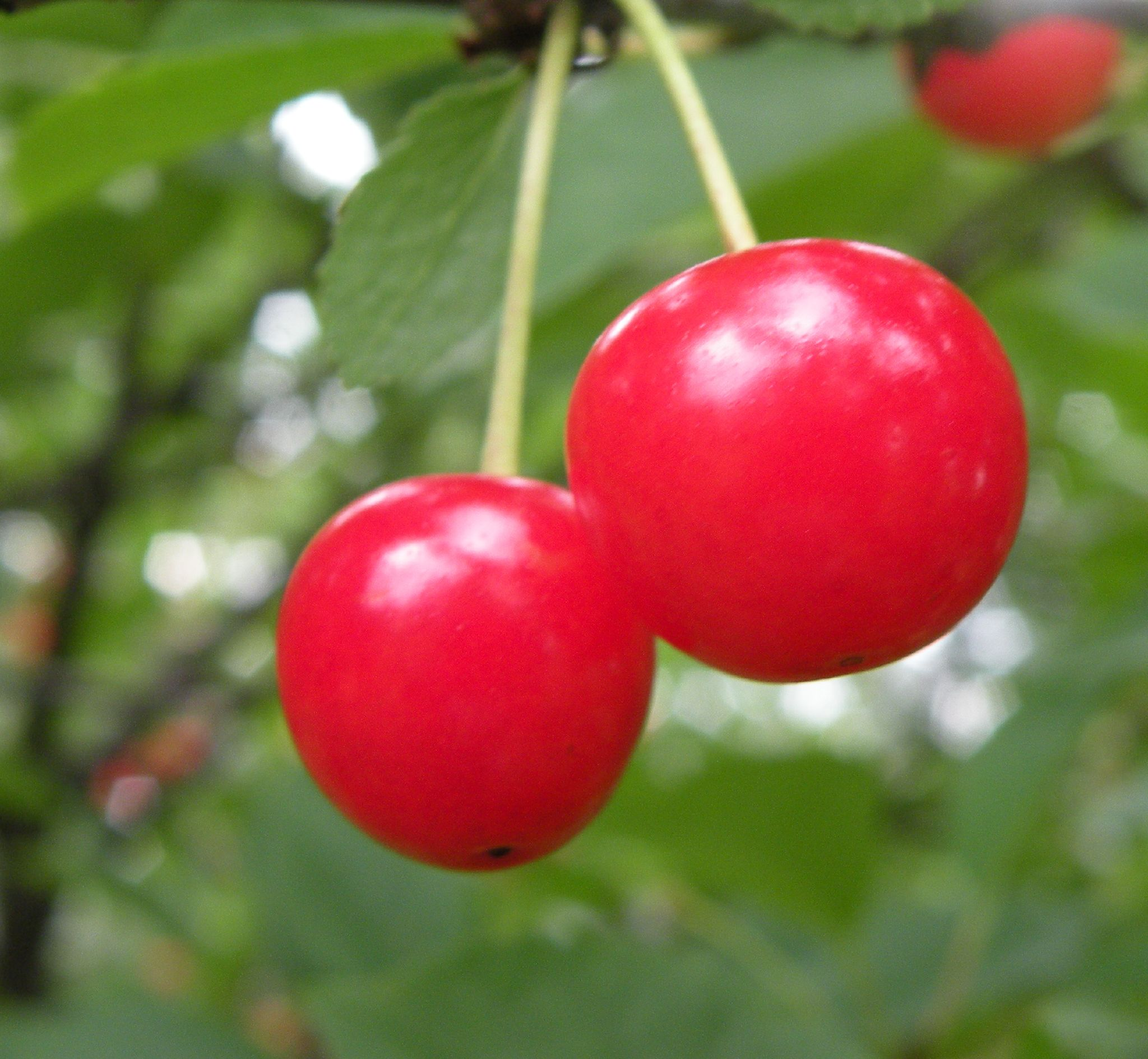
Třešeň Montmorency

Pařížská kuchyně (francouzsky: Cuisine parisienne) je typická kuchyně hlavního města Francie Paříže a jejího okolí. Díky tomu, že Paříž byla důležitým centrem, měla přístup k surovinám z celého světa, například k mnoha druhům zeleniny a ovoce, medu, rýži, bramborám, masu, rybám nebo mořským plodům.
Pařížská kuchyně vychází z tradiční francouzské kuchyně, ale mnoho receptů vzniklo přímo v Paříži, díky kuchařům, kteří vařili pro francouzskou královskou rodinu. V Paříži působili velmi významní kuchaři, jako Marie-Antoine Carême, François Pierre de la Varenne, Auguste Escoffier nebo François Vatel. Díky nim vznikla v Paříži poprvé tradice haute cuisine. Převážně v 19. a 20. století pak pařížská kuchyně výrazně ovlivnila světovou kuchyni.

## Příklady pařížských pokrmů a pokrmy vzniklé v Paříži
- Matelote d'anguille, pokrm z úhoře vařeného v červeném víně. Tento pokrm vznikl v 18. století právě v Paříži.
- Cibulová polévka, vznikla ve středověku v Paříži, jako polévka na zahřátí v zimním období
- Croque monsieur, sendvič se sýrem a šunkou, typický pro pařížské kavárny
- Bageta
- Brie, plísňový sýr z regionu Brie nedaleko Paříže
- Různé dorty
- Montmorency, odrůda třešní z města Montmorency nedaleko Paříže
- Přímo v Paříži se nacházejí vinice a je produkováno víno

## Restaurace
Paříž je známa svými vyhlášenými restauracemi, z nichž mnohé mají dlouhou tradici (například slavná restaurace La Tour d'Argent funguje už od roku 1582). Nejvíce těchto restaurací se nachází ve čtvrti Montparnasse.